# I.S.T. (album)
I.S.T. (1994) is het vierde album van de band And One. Dit album is in drie verschillende versies uitgebracht. I.S.T.g is de Duitse versie met Duitse nummers, I.S.T.e is de Engelse versie en I.S.T.total bevat nummers van beide versies en een bonusnummer.
I.S.T. is opgenomen in de Machinery Studio in Berlijn. Het album is geproduceerd door Jor Jenka en Steve Naghavi. Naghavi heeft het album tevens gemixt. 
Op de nummers Driving With My Darling, It Happened Last Night en Murder, Murder is Nina Deutschmann te horen als zangeres. Op drums is Joke Jay te horen, en op keyboards Rick Schah.

## Nummers

### I.S.T.total
1. Ego
2. Murder Murder
3. Driving With My Darling
4. The Only Guest
5. Dein Duft
6. It Happened Last Night
7. When The Feet Hurt
8. The Secret
9. Für
10. Second Day
11. Body Nerv
12. Take Some More
13. Deutschmaschine
14. Heart Of Stone
15. Ghama Voodoo (Bonus)

### I.S.T.g
1. Ego
2. Murder Murder
3. Driving With My Darling
4. The Only Guest
5. Dein Duft
6. When The Feet Hurt
7. The Secret
8. Für
9. Deutschmaschine
10. Heart Of Stone
11. Ice

### I.S.T.e
1. Second Day
2. Body Nerv
3. Driving With My Darling
4. The Only Guest
5. It Happened Last Night
6. When The Feet Hurt
7. The Secret
8. Murder Murder
9. Take Some More
10. Heart Of Stone
11. Made of Plastic